# 拉斐爾·帕梅洛
拉斐爾·帕梅洛·克拉雷斯（西班牙語：Rafael Palmeiro Corrales，1964年9月24日—），生於古巴哈瓦那，前美國大聯盟職業選手，左投左打，守備位置為一壘手。生涯記錄有569支全壘打及3,020支安打，是史上第四位達成3,000安以及500轟的球員。
在他達成生涯3,000安打記錄的前夕，在類固醇檢驗中驗出陽性反應，遭禁賽八場。雖然他本人否認曾使用禁藥，但是這仍然成為他棒球生涯中的污點。

## 職業生涯
就讀密西西比州立大学時，曾經入選美國大學全明星隊（All-America），後來被芝加哥小熊隊簽下，進軍大聯盟。

## 生涯成績

### 特殊紀錄
- 500全壘打俱樂部
- 3000安打俱樂部